# Bogdan Bojko
Bogdan Bojko (ur. 10 lutego 1959 w Nowej Soli) – polski polityk, przedsiębiorca, poseł na Sejm V i VI kadencji (2005–2011).

## Życiorys
Ukończył Technikum Budowlane w Nowej Soli, uzyskując dyplom technika. Od 1981 zatrudniony w piekarni, w 1991 zaczął prowadzić własne przedsiębiorstwo w tej branży. W wyborach samorządowych w 1998 bezskutecznie ubiegał się o mandat radnego Nowej Soli z listy Unii Wolności. Zasiadał w radzie miasta w latach 2002–2005.
W 2004 wstąpił do Platformy Obywatelskiej. W 2005 z jej listy został wybrany na posła V kadencji w okręgu lubuskim. Zasiadł w Komisji Samorządu Terytorialnego i Polityki Regionalnej oraz Komisji Rozwoju Przedsiębiorczości. W wyborach parlamentarnych w 2007 po raz drugi uzyskał mandat poselski, otrzymując 12 205 głosów. W Sejmie VI kadencji wszedł ponownie w skład Komisji Samorządu Terytorialnego i Polityki Regionalnej. Został również członkiem Komisji Polityki Społecznej i Rodziny, Komisji Odpowiedzialności Konstytucyjnej oraz Komisji Kultury Fizycznej, Sportu i Turystyki. W wyborach parlamentarnych w 2011 nie uzyskał reelekcji.

## Wyniki w wyborach ogólnopolskich
| Wybory | Komitet wyborczy  | Komitet wyborczy      | Organ           | Okręg | Wynik        |
| ------ | ----------------- | --------------------- | --------------- | ----- | ------------ |
| 2005   |                   | Platforma Obywatelska | Sejm V kadencji | nr 8  | 5123 (1,89%) |
| 2007   | Sejm VI kadencji  | Platforma Obywatelska | 12 205 (3,10%)  | nr 8  |              |
| 2011   | Sejm VII kadencji | Platforma Obywatelska | 4391 (1,32%)    | nr 8  |              |

## Odznaczenia
- Odznaka Honorowa za Zasługi dla Województwa Lubuskiego – 2024[8]